# Gavarretia
Gavarretia é um género botânico pertencente à família Euphorbiaceae. Apresenta uma única espécie.

## Espécie
Gavarretia terminalis Baill.

## Nome e referências
Gavarretia Baill.